# Efil4zaggin
Efil4zaggin (Niggaz 4 Life visszafelé) a kaliforniai N.W.A rapzenekar utolsó lemeze, 1991-ben jelent meg.

## Számok
1. "Prelude" (Dr. Dre/MC Ren) – 2:27
2. "Real Niggaz Don't Die" (D.O.C./Dr. Dre/Eazy E/Fekaris/MC Ren/Yella/Zesses) – 3:40
3. "Niggaz 4 Life" (D.O.C./Dr. Dre/MC Ren) – 4:58
4. "Protest" – 0:53
5. "Appetite for Destruction" (D.O.C./Dr. Dre/Kokane/MC Ren) – 3:22
6. "Don't Drink That Wine" – 1:07
7. "Alwayz into Somethin'" (D.O.C./Dr. Dre/MC Ren) – 4:29
8. "Message to B.A." – 0:48
9. "Real Niggaz" (DJ Yella/Dr. Dre/Eazy E/MC Ren) – 4:27
10. "To Kill a Hooker" – 0:50
11. "One Less Bitch" (D.O.C./Dr. Dre) – 4:47
12. "Findum, Fuckum, and Flee" (Dr. Dre/Eazy E/MC Ren/Yella) – 3:55
13. "Automobile" (Eazy E) – 3:15
14. "She Swallowed It" (MC Ren) – 4:13
15. "I'd Rather Fuck You" (Dr. Dre/Eazy E/Yella) – 3:57
16. "Approach to Danger" (D.O.C./Dr. Dre/MC Ren/Yella) – 2:45
17. "1-900-2-Compton" – 1:27
18. "The Dayz of Wayback" (D.O.C./Dr. Dre/MC Ren) – 4:15